# 巴塔哥尼亞群島
巴塔哥尼亞群島（Archipiélago de Patagónico）是南美洲西南海岸的一個群島，佔地智利海岸約三分之一，位於查考海峽和德雷克海峽，涵蓋了伊瓦涅斯將軍的艾森大區和麥哲倫-智利南極大區大部分地區。群島在大西洋南部和太平洋交界，擁有麥哲倫海峽和比格爾海峽等戰略水道。